# 4829 Sergestus
4829 Sergestus este un asteroid descoperit pe 10 septembrie 1988 de Carolyn Shoemaker.